# Amiets vaandrager
De Amiets vaandrager (Fundulopanchax amieti) is een straalvinnige vissensoort uit de familie van de killivisjes (Nothobranchiidae). De wetenschappelijke naam van de soort is voor het eerst geldig gepubliceerd in 1976 door Radda.

## Kenmerken
De lichaamslengte van deze vis bedraagt maximaal 7 cm. Ze worden slechts één jaar oud.

## Voortplanting
Aan het einde van de regentijd worden de eitjes afgezet op de modderige bodem, waar de eieren in rusttoestand achterblijven. Bij het aanbreken van de volgende regentijd begint hun ontwikkeling en komen ze uit. Binnen een maand zijn ze geslachtsrijp.

## Verspreiding en leefgebied
Deze soort komt voor in traag stromende, moerassige rivierdelen in de regenwouden van Kameroen.